# Tony Curtis
Tony Curtis (New York, SAD, 3. lipnja 1925. – Las Vegas, SAD, 29. rujna 2010.) je bio američki filmski glumac.
Rođen je u Bronxu, u siromašnoj obitelji židovsko-mađarskog porijekla.  
Za vrijeme drugog svjetskog rata služio je u američkoj mornarici. Nakon rata uči glumu u The New School u New Yorku, zajedno s  
Elaine Stritch, Walterom Matthauom i Rodom Steigerom. Na filmu debitira 1949., u manjoj ulozi u noiru "Criss Cross".
1950-ih izmjenjuje uloge u avanturističkim filmovima (The Prince Who Was a Thief 1951., Son of Ali Baba 1952.), s dramama (Flesh and Fury 1952., Trapeze 1956., Sweet Smell of Success 1957., The Defiant Ones 1958.), te pokazuje znatnu svestranost. Nakon što je pokazao svoj talent za komične uloge zajedno s Cary Grantom u filmu Operation Petticoat (1959) Blakea Edwardsa, definitno se potvrđuje u čuvenoj komediji Neki to vole vruće (1959.)  Billyja Wildera, u trostrukoj ulozi saksofonsta, naftnog magnata i "Josephine", zajedno s Marilyn Monroe i Jackom Lemmonom.
1960., u povijesnom spektaklu Spartak, Stanleya Kubricka, ponovo glumi zajedno s Kirkom Douglasom, nakon zajedničkog nastupa u 
The Vikings, Richarda Fleischera. 1960-ih, najznačajnija Curtisova uloga bila je shizofrenog serijskog ubojice u The Boston Strangler (1968.), kojeg je također režirao Fleischer.
Osim filmske karijere, donekle je značajna i televizijska, posebno početkom 1970-ih kao jedan od glavnih glumaca u avanturističkoj seriji The Persuaders! (1971. – 1972.), gdje utjelovljuje bogatog američkog plejboja Dannyja Wildea, nasuprot elegantnom i profinjenom engleskom lordu Brettu Sinclairu (Roger Moore). 
Od ostalih značajnih uloga ističu se one u filmovima Posljednji tajkun (1976.) Elie Kazana i Insignificance (1985.) Nicolasa Roega. 
Njegove kćeri Jamie Lee Curtis i Kelly Curtis također su glumice.

## Izabrana filmografija
- The Black Shield of Falworth (1954)
- Trapeze (1956.)
- Sweet Smell of Success (1957.)
- The Defiant Ones (1958.)
- Neki to vole vruće (1959.)
- Spartak (1960.)
- The Great Race (1965.)
- The Boston Strangler (1968.)
- The Persuaders! (1971. – 1972.) (tv serija)
- Posljednji tajkun (1976.)
- Insignificance (1985.)

## Vanjske poveznice
- Tony Curtis u internetskoj bazi filmova IMDb-u (engl.)
- tonycurtis.com/   Arhivirana inačica izvorne stranice od 11. ožujka 2013. (Wayback Machine)